# 朱丽叶·黑格
朱丽叶·黑格（英語：Juliette Haigh，1982年8月4日—），新西兰女子赛艇运动员。她曾代表新西兰参加2004年、2008年和2012年夏季奥林匹克运动会赛艇比赛，其中2012年奥运会获得一枚铜牌。